# Ådum
Ådum (Oddum indtil 1968) er en landsby i Vestjylland med 217 indbyggere  (2024). Ådum er beliggende 12 kilometer sydøst for Skjern, seks kilometer sydøst for Tarm og 30 kilometer nordvest for Grindsted. Byen hører til Ringkøbing-Skjern Kommune og er beliggende i Region Midtjylland.
Landsbyen hører til Ådum Sogn, og Ådum Kirke samt Ådum Skole ligger i byen.
Aktiviteter, seværdigheder i Ådum:
Aadum PullingArena: Lokal arena for traktortræk herunder DTP-arrangementer.